# Milan Bačević
Milan Bačević (en serbe cyrillique : Милан Бачевић ; né en 1953 à Komorane) est un homme politique serbe. Il est membre du Parti progressiste serbe (SNS). Le 27 juillet 2012, il est élu ministre des Ressources naturelles, des Mines et de l'Aménagement du territoire dans le gouvernement d'Ivica Dačić ; le 2 septembre 2013, il est reconduit dans ses fonctions.

## Parcours
Milan Bačević sort diplômé de la Faculté des sciences puis il obtient un master et un doctorat à Skopje. Il enseigne ensuite au département de géographie de la Faculté des sciences de l'université de Pristina, provisoirement installée à Kosovska Mitrovica.
Sur le plan politique, Bačević devient membre du Parti radical serbe (SRS), ce qui lui vaut deux mandats parlementaires ; jusqu'en 2000, il est vice-ministre de la Science et de la Technologie dans le gouvernement de la république de Serbie.
Il rejoint plus tard le Parti progressiste serbe (SNS) de Tomislav Nikolić et devient président du conseil d'administration du parti. Aux élections législatives du 6 mai 2012, il figure en 5e position sur la liste de la coalition Donnons de l'élan à la Serbie, emmenée par Nikolić. L'alliance obtient 24,04 % des suffrages et envoie 73 représentants à l'Assemblée nationale de la république de Serbie. Bačević est élu député. En revanche, il renonce à son mandat parlementaire et, le 27 juillet 2012, il est élu ministre des Ressources naturelles, des Mines et de l'Aménagement du territoire dans le gouvernement d'Ivica Dačić soutenu par le nouveau président Nikolić,.
Après la crise gouvernementale de l'été 2013, le 2 septembre 2013, il est reconduit dans ses fonctions.